# 林家正蔵の東京みち探検隊!
林家正蔵の東京みち探検隊!（はやしやしょうぞうのとうきょうみちたんけんたい）は、TOKYO MXのテレビ番組。2004年に放送されていた。
オールロケで、九代目林家正蔵（当時は林家こぶ平）と子供たちが、東京のみちを探検するという番組である。
隊長が正蔵で、ガイドは大西友子。
2005年9月からは林家いっ平（現・林家三平）へ交代、ガイドも大東めぐみへ交代する。